# Regione di Tashkent
La regione di Tashkent (in uzbeco Toshkent viloyati) è una regione (viloyat) dell'Uzbekistan, situata nel nord est del paese, tra il fiume Syr-Darya e la catena del Tien Shan, confina con il Tagikistan e il Kirghizistan.
Il capoluogo Tashkent, che è anche la capitale del paese, è un'enclave all'interno della provincia ma non ne fa parte in quanto città a statuto autonomo speciale.

## Geografia antropica

### Suddivisioni amministrative
La regione è suddivisa in 15 distretti (tuman), vi sono inoltre alcune città extradistrettuali (non comprese in alcun distretto) Angren, Bekobod, Chirchiq, Ohangaron, Olmaliq, Yangiobod e Yangiyoʻl:

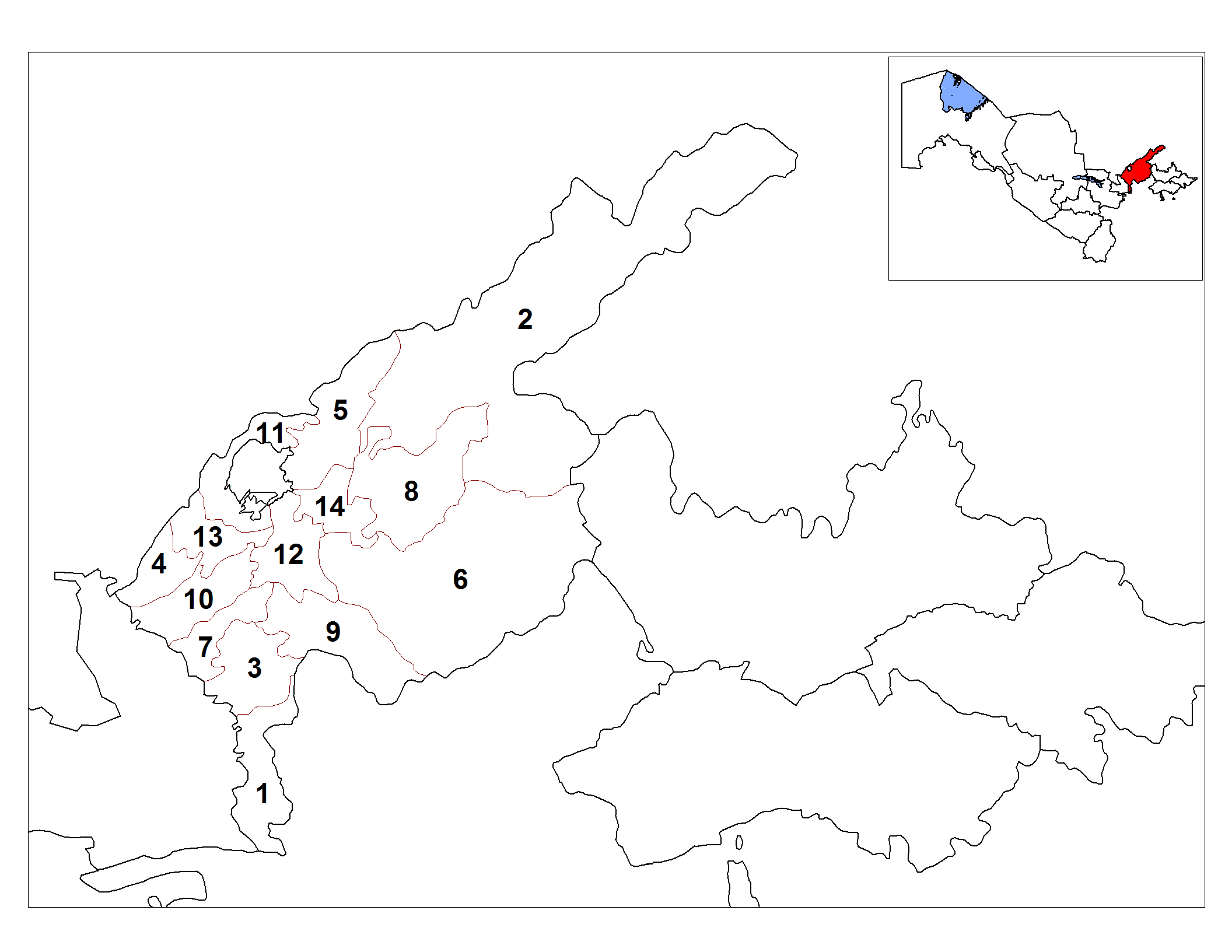
I distretti della regione di Tashkent

|    | Nome del distretto           | Capoluogo  |
| -- | ---------------------------- | ---------- |
| 1  | Distretto di Bekabad         | Zafar      |
| 2  | Distretto di Bustonliq       | Gazalkent  |
| 3  | Distretto di Buka            | Buka       |
| 4  | Distretto di Chinaz          | Chinaz     |
| 5  | Distretto di Qibray          | Qibray     |
| 6  | Distretto di Ohangaron       | Ohangaron  |
| 7  | Distretto di Oqqurgan        | Oqqurgan   |
| 8  | Distretto di Parkent         | Parkent    |
| 9  | Distretto di Piskent         | Piskent    |
| 10 | Distretto di Quyi Chirchik   | Dustobod   |
| 11 | Distretto di Tashkent        | Keles      |
| 12 | Distretto di O'rta Chirchik  | Nurafshon  |
| 13 | Distretto di Yangiyol        | Gulbakhor  |
| 14 | Distretto di Yuqori Chirchiq | Yangibazar |
| 15 | Distretto di Zangiata        | Eshanguzar |